# 李異
李異（？—？），三國時期劉璋部下，後轉為吳國武將。

## 生平
200年趙韙在益州發動內亂，部下龐樂、李異反正，攻擊趙韙軍，殺死了趙韙，後來曹操兵敗赤壁，轉戰關隴一帶，當時張松再次對劉璋勸說：「今州中諸將龐羲、李異等皆恃功驕豪，欲有外意，不得豫州，則敵攻其外，民攻其內，必敗之道也。」劉璋聽從意見，派遣法正迎接劉備入蜀。
後來李異投降尾隨張飛軍後的孙瑜、甘寧軍，成為孙吴將領。並於219年於陸遜指揮下與謝旌一同進攻荊州，率領水軍與謝旌所率的步兵擊敗蜀漢之將詹晏、陳鳳等。又攻劉備所署立的房陵太守鄧輔、南鄉太守郭睦，皆大破（《吳志·陸遜傳》）。在221年的夷陵之戰中，於巫縣被漢將吳班、馮習所擊敗。後來蜀軍兵敗，吳國遣將李異、劉阿等人追至永安，屯駐南山。

## 藝術形象
在小說《三國演義》中，他為孫桓的部將，使一柄蘸金斧。於宜都附近迎戰蜀漢軍時，見謝旌不敵張苞，拍馬上前大戰張苞二十餘合不分勝負，吳軍裨將譚雄便放冷箭射中張苞座騎，正當李異追上給予張苞致命一擊的瞬間，被閃出的關興一刀劈死。